# Palaos aux Jeux olympiques d'été de 2020
Les Palaos participent aux Jeux olympiques de 2020 à Tokyo au Japon. Il s'agit de leur 6e participation à des Jeux d'été.

## Athlètes engagés
| Sport      | Hommes | Femmes | Total |
| ---------- | ------ | ------ | ----- |
| Athlétisme | 1      | 0      | 1     |
| Natation   | 1      | 1      | 2     |
| Total      | 2      | 1      | 3     |

## Résultats

### Athlétisme
Les Palaos bénéficient d'une place attribuée au nom de l'universalité des Jeux. Adrian Justin Jimena Ililau dispute le 100 mètres masculin.
| Athlète       | Épreuve        | Tour préliminaire | Tour préliminaire | 1er tour | 1er tour | Demi-finale | Demi-finale | Finale  | Finale  |
| Athlète       | Épreuve        | Temps             | Rang              | Temps    | Rang     | Temps       | Rang        | Temps   | Rang    |
| ------------- | -------------- | ----------------- | ----------------- | -------- | -------- | ----------- | ----------- | ------- | ------- |
| Adrian Ililau | 100 m masculin | 11 s 42           | 8e                | Éliminé  | Éliminé  | Éliminé     | Éliminé     | Éliminé | Éliminé |

### Natation
Le comité bénéficie de place attribuée au nom de l'universalité des Jeux. Wallace, déjà présent à Rio en 2016, et Chilton disputeront le 50 mètres nage libre.
| Athlète                 | Épreuve                  | Série   | Série | Demi-finale | Demi-finale | Finale   | Finale   |
| Athlète                 | Épreuve                  | Temps   | Rang  | Temps       | Rang        | Temps    | Rang     |
| ----------------------- | ------------------------ | ------- | ----- | ----------- | ----------- | -------- | -------- |
| Shawn Dingilius-Wallace | 50 m nage libre masculin | 27 s 46 | 67e   | Éliminé     | Éliminé     | Éliminé  | Éliminé  |
| Osisang Chilton         | 50 m nage libre féminin  | 30 s 67 | 73e   | Éliminée    | Éliminée    | Éliminée | Éliminée |